# Macroteleia erythrogaster
Macroteleia erythrogaster är en stekelart som beskrevs av William Harris Ashmead 1894. Macroteleia erythrogaster ingår i släktet Macroteleia och familjen Scelionidae. Inga underarter finns listade i Catalogue of Life.